# Лю Цзиюань
Лю Цзиюань (кит.: 劉繼元; піньїнь: Liú Jìyuán; пом. 992) — останній правитель Північної Хань періоду п'яти династій і десяти держав.

## Життєпис
Був онуком засновника держави Лю Чуна. Зійшов на трон після смерті Лю Цзієня.
Його правління тривало до 979 року, коли Північна Хань припинила своє існування під натиском імператора Сун Чжао Куан'ї. Лю Цзиюань здався після того, як його супротивник віддав наказ затопити міста Північної Хань, випустивши річку Фенхе.